# Abura
Abura is een tropische houtsoort: het is roodachtig geel van kleur, zonder glans. Het hout is licht en zacht en weinig duurzaam. Het wordt dan ook gebruikt voor blindwerk in meubels en voor kisten.
Ook in de chemische industrie wordt het tamelijk veelvuldig gebruikt omdat het goed bestand is tegen verdunde zuren.
De houtsoort wordt geleverd door bomen uit de familie Rubiaceae die voorkomen in West-Afrika. Deze worden ingedeeld bij Fleroya (syn. Hallea) dan wel Mitragyna.